# IC 5019
IC 5019 — галактика типу NF (в процесі підтвердження) у сузір'ї Мікроскоп.
Цей об'єкт міститься в оригінальній редакції індексного каталогу.